# Ирена Вркљан
Ирена Вркљан (Београд, 21. август 1930 — Загреб, 23. март 2021) била је хрватска песникиња, радио драматург, есејиста, преводилац, позната као хрватска Вирџинија Вулф. На хрватској књижевној сцени била је активна више од педесет година. Била је дописна чланица Хрватске академије знаности и умјетности.

## Биографија

### Младост и образовање
Њена мајка је била Бечанка која се преселила у Београд, а отац трговачки путник чија је породица пореклом из Ловинца . Похађала је двојезичну немачко - српску школу у Београду. После бомбашког напада 1941. године, преселила се са родитељима и десет година млађим сестрама Вером и Надом у Загреб, где је завршила средњу школу код часних сестара у Савској. Породица се потом због очевог посла, преселила у Опатију  а Ирена је остала сама у Загребу да студира. Студирала је на Филозофском факултету у Загребу ( археологију, етнологију и германистику ) и на Филмској академији у Берлину .

### Књижевно стваралаштво
Од 1960. до 1971. године радила је на телевизији као уредница емисије Портрети и сусрети . Окушала се у различитим књижевним жанровима објавивши више од двадесет књига: песничке збирке, романе, аутобиографску прозу и есеје. Такође је писала сценарије за телевизијске и радио драме. Њене књиге су преведене на неколико страних језика. Као професионална списатељица живела је у Берлину и Загребу. За дописну чланицу Хрватске академије знаности и умјетности изабрана је 2008. године.
Свој успешан књижевни и уметнички пут започела је у генерацији круговаша, којима припада и старосно и песнички. Педесетих и шездесетих година прошлог века, од збирке Крик је само тишина (1954) до збирке Доба пријатељства (1963), писала је поезију блиску надреалистичким постулатима, а од збирке Соба, тај страшни врт (1966) ) окренула се аналитици постојања и субјективној епистемологији . Радио Загреб емитовао је њене радио драме Опасно поподне, Писма за мапу, Снег у соби, Ваша Паулина Голисцх, Марина или песниково време, Древне траке живота и друге.  Са супругом Беном Мајером-Вехлацком написала је радио-драме Слика и Јак као стабло и на немачки превела антологију хрватске ратне лирике У овом страшном часу .
Након тога следи дуга фаза уметничке инкубације, обележена унутрашњим и спољашњим изгнанством - прелазак у Берлин, на други језик и  у другу културу. На Филмској и Телевизијској академији у Берлину упознала је доцента драматургије и писца Бена Мајера-Вехлацког, за кога се удала. На поетски заокрет указује збирка У кожи моје сестре (1982) са раштрканим идентитетом, ресентиментом и инвентаром сопствене интиме као нове и трајне тематске опсесије. Ове опсесије ће добити пуну уметничку форму и естетски капитал у аутобиографском роману Свила, маказе (1984), у којем прича о сопственом животу и фрагментима туђих биографија открива специфичан сензибилитет, теме и реторику женског писања. Потрага за сопственим идентитетом, самопрепознавање у биографијама других људи, мукотрпан процес самоспознаје и самопотврђивања кроз уметничко стваралаштво, кроз писање схваћено као терапеутско средство за ослобађање од терета прошлости и  у личној катарзи, обележиће  романе Марина или о биографији (1987). ), Берлински рукопис (1988) и Дора, ове јесени (1991). . Романом Свила, шкаре, ова дела карактеристичне фрагментарне структуре чине аутобиографску тетралогију у којој се делови допуњују, објашњавају и непрестано обилују новим подацима. Телевизијску адаптацију режирао је Едуард Галић, а 1987. приказала Телевизија Загреб.
Путовање кроз просторе прошлости и интиме, сцене личне и породичне драме које пажљиво и нецензурисано бележи оловком сећања, обележиће и есејистичку прозу Наша љубав, наше болести(2004. ). Своју уметничку и интелектуалну радозналост задовољила је повременим путовањима у жанр крими романа, попут Последњег путовања у Беч (2000) и Смрти долази са сунцем (2002). ). Али интроспективни радови на ширењу женске теме, на осећају некорености, на прошлости која оптерећује садашњост, на жељи и слободи писања, која у њеном случају постаје кондитио сине ква нон постојања, остаће темељна одлика књижевне поетике Ирене Вркљан. О томе сведоче романи Зелене чарапе (2005) и Сестра као иза стакла (2006).
Великим и естетски респектабилним опусом, од младалачке надреалистичке поезије до аутобиографске прозе, препознатљивог наративног рукописа, Ирена Вркљан свој је трајни допринос уградила у хрватску књижевност и културу .

## Награде и награде
- Награда Тин Ујевић за најбољу књигу поезије У кожи моје сестре (1983)
- Награда Ксавер Сандор Ђалски, за књигу Силк, Сциссорс (1985)
- Награда Иван Горан Ковачић, за роман Марина или о биографији
- Награда ХАЗУ, за роман Последње путовање у Беч
- Награда Владимир Назор, за животно дело (2009)
- Награда Киклоп, за збирку поезије Корачим кроз собу (2014)

## Дела
- Крик је тишина (1954)
- Паралеле (1957)
- Ствари  већ далеке (1962)
- Доба пријатељства (1966)
- Соба, тај страшни врт (1966)
- У кожи моје сестре (1982)
- Свила, шкаре (1984)
- Марина или о биографији (1987)
- Берлински рукопис (1988)
- Дора, ове јесени (1991)
- Последње путовање у Беч (2000)[6]
- Смрт долази са сунцем (2002)
- Наше љубави, наше болести (2004)
- Зелене чарапе (2005)
- Сестра, као иза чаше (2006)
- Сабрана проза 1-2 (2006)
- Дневник заборављене младости (2007)
- Свила је нестала, шкаре остале  (2008)
- Писмо у писму (2009, коауторка с Јасном Хорват)
- Жене и овај луди свет (2010)
- Шетам кроз собу (2014)[7]

Нека од њених дела превела је с хрватског на пољски језик у антологији Зиве 1996. године пољска списатељица и преводилац Луцја Даниелевска .
Заједно са Беном Мајером-Вехлацкомовим превела је антологију хрватске ратне лирике на немачки језик У овом страшном часу .

## Остало
- Ко је овај Звонимир Бајсић?, као учесница у документарном филму (2016)